# كأس العراق 1996–97
فاز بهذه النسخة من بطولة لكأس العراق نادي القوة الجوية بعد فوزه في المباراة النهائية على نادي الشرطة بركلات الجزاء الترجيحية.

## نتائج بعض المباريات

### دور الـ32
- نادي الزوراء × نادي كركوك (7-0)

### دور ثمن النهائي
الفرق التي شاركت في هذا الدور هي:
- نادي الزوراء
- نادي القوة الجوية
- نادي الشرطة
- نادي الطلبة
- نادي الكرخ
- نادي الجيش
- نادي السلام
- نادي الرمادي
- نادي الكوت
- نادي الموصل
- نادي النجف
- نادي البصرة
- نادي الأنبار
- نادي سامراء
- نادي صلاح الدين

### نصف النهائي
- نادي القوة الجوية × نادي الزوراء (0-0)، (1-1) - فاز نادي القوة الجوية بفارق أهداف اللعب في ملعب الخصم
- نادي الكوت × نادي الشرطة (1-1)، (0-1)

### المباراة النهائية
أقيمت المبارة على ملعب الشعب يوم 28 نيسان وبحضور 50000 متفرج وفاز نادي القوة الجوية على نادي الشرطة بركلات الجزاء الترجيحية (7-6) بعد انتهاء المباراة بوقتيها الأصلي والإضافي (1-1).